# Sint-Paulus-Bekeringkerk (Ottergem)

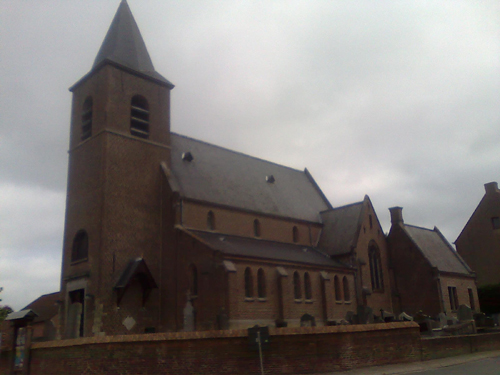
Sint-Paulus-Bekeringkerk

De Sint-Paulus'bekeringskerk is een rooms-katholieke kerk in het Vlaamse dorp Ottergem, deelgemeente van Erpe-Mere. De priester van deze parochie is E.H. Jan Coppens, die tevens priester is in Mere en Erpe. Elk jaar op 25 januari viert men in deze kerk het feest van Sint-Paulus. De kerk wordt omringd door een kerkhof met bakstenen muur, gemarkeerd door een ezelsrug. Van de oorspronkelijke Laat-Romaanse kerk bleef enkel het koor uit de tweede helft van de dertiende eeuw bewaard.

## Kerkgebouw
In 1108 was er als sprake van een kerk in Ottergem. Het patronaatsrecht was in bezit van de Sint-Adriaansabdij te Geraardsbergen. In de 13e eeuw werd een laatromaanse kerk gebouwd waarvan het koor bewaard is gebleven. Het is opgetrokken uit zandsteenblokken. De voorgebouwde westtoren, in neoclassicistische stijl, is uit de 2e helft van de 19e eeuw. Het schip, het transept en de zuidelijke sacristie zijn van omstreeks 1900 en werden in neogotische stijl ontworpen door Hendrik Geirnaert. Al deze onderdelen werden in baksteen uitgevoerd.

## Geschiedenis van het orgel

### Het oorspronkelijke Van Peteghemorgel uit 1830
In 1830 werd in het toenmalig kerkje werd het orgel ingehuldigd, dat door de gebroeders Lambert-Corneille en Pierre-Charles Van Peteghem was gebouwd. De precieze dag is onbekend. Een van de bouwers heeft destijds het instrument gesigneerd: ”L. van peteghem I830 voor ottergem”.
De opdracht voor het bouwen van dit instrument werd waarschijnlijk in 1828 gegeven, vermits in dat jaar een zekere Judocus De Ras 200 gulden schonk aan de kerkfabriek, voor de aankoop en plaatsing van een orgel. Vermoedelijk bleven de financiële middelen beperkt en bouwden de Van Peteghems voor Ottergem een orgel dat vandaag tot ons is gekomen als hun kleinste instrument.
De kast is eigenlijk een gerecupereerde rugpositiefkast (mogelijks van een Delhaye-orgel), waarin de Van Peteghems een eigen orgeltje construeerden. De oorspronkelijke dispositie noteerden de orgelbouwers op de pijpstokken: Cornet III, Bourdon 8’, Doublet 2’, Flute 4’, Fourniture III, Cromhoren 8’ sup. en Claron 4’ bas. Verder bezat het ook nog een Rossignol. Daarmee ademde de dispositie nog volledig de geest van de succesvolle Van Peteghem-orgelbouw van het eind van de 18de eeuw.

### Ombouw in 1872
Het orgel deed vele jaren dienst, maar intussen veranderde de muzikale esthetiek grondig. De Romantiek maakte opgang, ook in de orgelcultuur. Het heldere, boventoonrijke klankbeeld begon men hoe langer hoe meer als schreeuwerig te ervaren.
Ook in Ottergem wilde men het orgel aanpassen aan de vernieuwde tijdsgeest. Daarvoor was natuurlijk geld nodig en in 1872 hield Pastoor Maillet bij zijn parochianen een stevige geldinzameling. Nog in datzelfde jaar werd het orgel verbouwd door Charles Anneessens uit Geraardsbergen. De Doublet 2’ bouwde hij om tot een Prestant 4’, de Cornet III werd verwijderd en vervangen door een Montre 8’ sup., de Cromhoren 8’ sup. werd eveneens verwijderd en de Claron 4’ bas werd omgebouwd tot een volledige Trompette 8’.
Door deze ingreep wilde men kennelijk het klankbeeld meer fundament geven. Een gelukkige ingreep is het zeker niet geworden: om al dat nieuwe pijpwerk te kunnen plaatsen, diende het dak van het orgel opengezaagd te worden en stak een aantal pijpen ruim een meter boven de orgelkast uit. Bovendien werd de dispositie een zeer onsamenhangend geheel en werden ook tal van minderwaardige materialen gebruikt.

### Aanpassingen in de 20ste eeuw
In 1900 werd de oude kerk afgebroken. De toren uit 1840, samen met het orgel, bleven staan. Grotere herstellingen en verbouwingen aan het orgel waren nadien dan ook blijkbaar nodig.
In 1912 kwam de Aarschotse orgelbouwer Jooris de verbouwingswerken uitvoeren. Nu werd het pas helemaal te gek. Vermits in de nieuwe kerk vóór het orgel een uitkragend doksaal was gebouwd, werd het zicht op het orgel vanuit de kerk sterk belemmerd. Jooris oordeelde dan ook dat het pijpenfront geen zin meer had en verwijderde alle frontpijpen. De middenvelden spijkerde hij vervolgens dicht met planken en in de zijtorens plaatste hij beschilderde houten sierpijpen. Aan de rugzijde plaatste hij met een onvoorstelbare slordigheid een nieuw klavier en een aangehangen pedaalklavier. De Montre 8’ sup. breidde hij uit tot een volledig register, waarvoor hij vermoedelijk de Trompette 8‘ van Anneessens diende te verwijderen. Mogelijks is toen ook de Fourniture III verdwenen.
In 1927 werd door Edmond Leon Mahauden, gevestigd te Geraardsbergen en voormalig werknemer bij de firma van Charles Anneessens, het orgel volledig hersteld. In 1941 werden opnieuw herstellingswerken uitgevoerd. Tijdens een van deze herstellingswerken werd ook een elektroventilator geplaatst.

### Restauratiestudie
Toen in 1997 de restauratiestudie werd aangevat, trof men een instrument aan in zeer erbarmelijke toestand: een zwaar gemutileerde orgelkast, een erg onsamenhangende dispositie en een deel van het pijpwerk van een zeer bedenkelijke kwaliteit.
Toen de studie klaar was, bleek een terugkeer naar de toestand van 1830 de enige zinvolle oplossing te zijn. Ondanks de vele verbouwingen, bevatte het orgel nog ruimschoots verwijzingen naar de oorspronkelijke toestand. De kast, de windlade, zelfs een deel van de tractuur en een ruim deel van het pijpwerk waren nog aanwezig. Bovendien gaven de bewaarde delen voldoende aanwijzingen om de verdwenen onderdelendelen getrouw te kunnen reconstrueren. Wanneer helemaal geen sporen meer aanwezig waren, kon gebruikgemaakt worden van historische voorbeelden in bestaande Van Peteghem-orgels uit dezelfde periode: Aaigem (1819), Stavele (ca. 1823) en Bertem (1829).

### Restauratiewerken
In oktober 2002 kon de firma Pels en Van Leeuwen uit ’s Hertogenbosch de restauratiewerken aanvatten. Het pijpwerk werd hersteld en aangevuld, de kast in haar oorspronkelijke toestand teruggebracht en in haar oorspronkelijke kleur herschilderd. Het klavier werd gereconstrueerd, net als de rossignol. De winddruk werd hersteld op 85 WK en de toonhoogte teruggebracht op de oorspronkelijke a = 405 Hz. Bij de intonatie werd maximaal gepoogd het heldere en boventoonrijke klankbeeld van Van Peteghem tot zijn recht te laten komen. In de geest van het eerste kwart van de 19de eeuw werd een stemming aangebracht die kan beschouwd worden als een gemodificeerde middentoonstemming met 2 reine tertsen (c-e en g-b).
Deze restauratiewerken werden betoelaagd door de Vlaamse Regering, de Provincie Oost-Vlaanderen, de Gemeente Erpe-Mere en de Koning Boudewijnstichting.

### Plaatsbepaling
Het orgel is terug te vinden achteraan in het middenschip van de kerk.

## Bezienswaardigheden

### De kansel
De kansel, oftewel preekstoel, vindt men terug in het middenschip van de kerk. Dit kunstwerk heeft een neogotische stijl. Op dit werk ziet men de vier evangelisten samen met de Bijbel afgebeeld staan.

### Zijaltaar
In de kerk vindt men in beide zijschepen twee zijaltaren terug: het eerste in de linker zijbeuk, ter ere van het Heilig Hart en een tweede in de rechter zijbeuk ter ere van de Heilige Paulus. De retables zijn gemaakt van eikenhout en zijn gesculpteerd in de neogotische stijl. De treden en het altaar zijn gemaakt in blauwe hardsteen.

### Het vooruitgeschoven altaar
Het vooruitgeschoven altaar werd gemaakt door de Vlekkemse kunstenaar Herman de Somer. Hij gebruikte hiervoor panelen uit de vroegere communiebank. Tevens zijn de lessenaars die in de kerk te zien zijn vervaardig met materialen uit de vroegere communiebank. In het midden van de sculpturen ziet men het vroegere blauw-zwarte wapenschild van de gemeente Ottergem.

### Het hoogaltaar
Het hoogaltaar vindt men volledig vooraan in de kerk. Het is vervaardigd uit eikenhout. Het is een retable met de calvarie en de vier evangelisten. De treden en het altaar werden gemaakt met blauwe hardsteen.

### Elektrisch koororgel
In de linkerzijbeuk van de kerk, bemerken we een elektrisch koororgel. Het merk van dit orgel is Eminent. Dit orgel is eigendom van de parochiegemeenschap van Ottergem.

## De kerkfabriek
De kerkfabriek van deze parochie bestaat momenteel (2015) uit 6 leden: E.H. Jan Coppens, Sonja Neckebroeck (voorzitter), Bea Sergant (secretaris), Richard Standaert (schatbewaarder), Yvonne Reyniers en Jos Govaert.